# G. W. J. Drewes

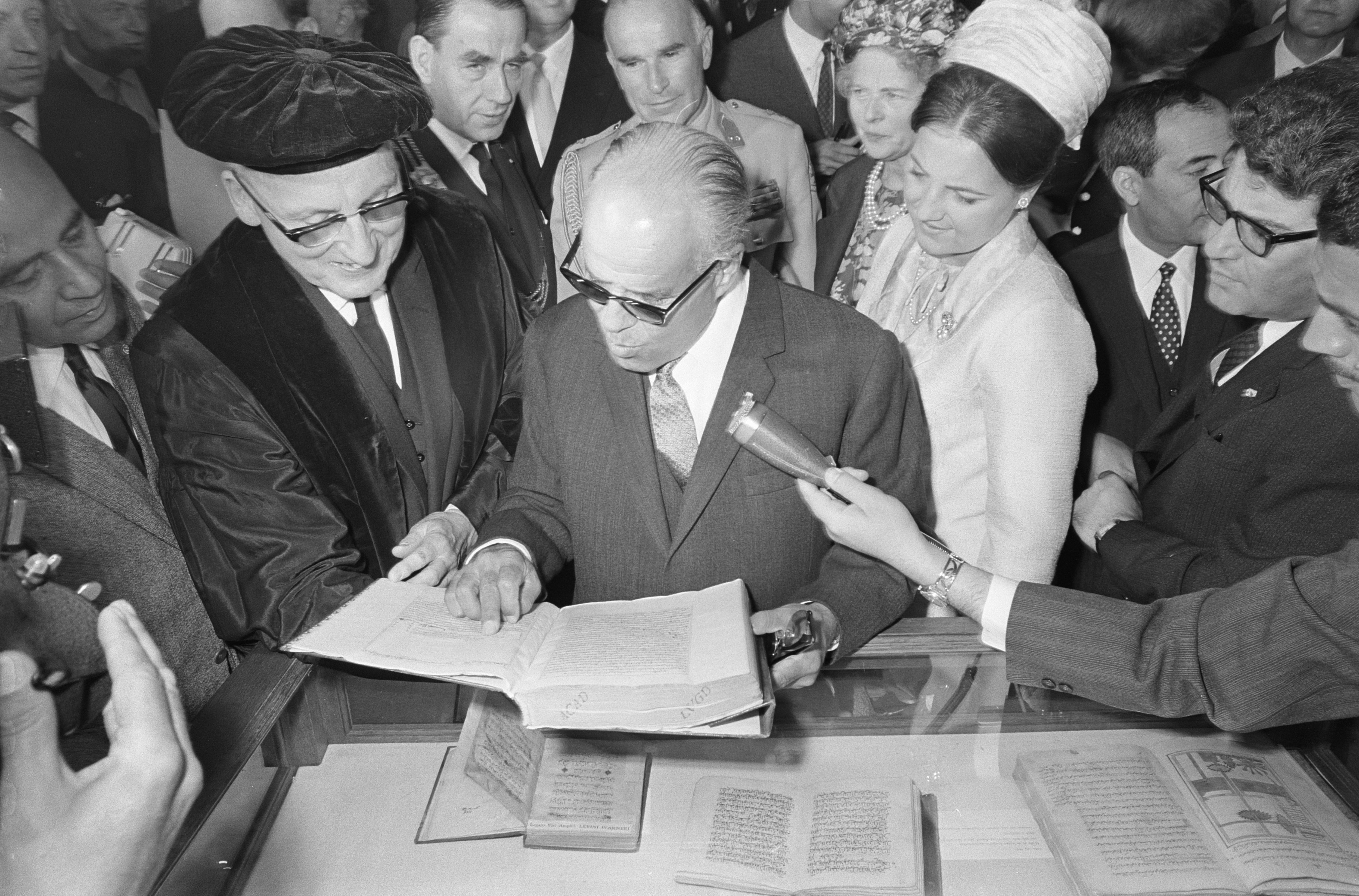
Gerard Drewes (links) mit dem tunesischen Präsidenten Habib Bourguiba und Prinzessin Margriet an der Universität Leiden (1966)

Gerardus Willebrordus Joannes (Hari) Drewes (* 28. November 1899 in Amsterdam; † 7. Juni 1992 in Noordwijk) war ein niederländischer Indonesist bzw. Malaiologe und Islamwissenschaftler. Er war von 1948 bis 1953 Professor für malaiische Sprache und Literatur, anschließend bis 1970 für Institutionen des Islam an der Universität Leiden. Einen Schwerpunkt seiner Tätigkeit bildete die Erforschung der malaiischsprachigen islamischen Dichtung.

## Leben
Nach dem Schulabschluss am Reformierten Gymnasium in Amsterdam 1917 studierte Drewes mit einem Stipendium des niederländischen Kolonialministeriums an der Universität Leiden indonesische Sprachen und Literatur, insbesondere Javanisch, sowie Sanskrit, Kulturgeschichte Indiens, Arabisch und Islamkunde. Anschließend promovierte er 1925 bei Christiaan Snouck Hurgronje mit einer Arbeit über „drei javanische Gurus – ihre Leben, Lehren und Messias-Verkündigung“ (Drie Javaansche Goeroe’s; Hun Leven, Onderricht en Messiasprediking) zum Doktor der Philosophie.
Danach ging Drewes mit seiner frisch angetrauten Frau Helena de Boer als Kolonialbeamter nach Niederländisch-Indien, wo er 1930 zum Hoofdambtenaar voor de Volkslectuur en Aanverwante Aangelegenheden (Hauptbeamten für Volkskultur und damit verbundene Angelegenheiten) ernannt wurde. 1935 übernahm er eine Professur an der Hochschule des Rechts in Batavia (Jakarta), wo er islamisches Recht, Institutionen des Islam, javanische, sundanesische und malaiische Sprache lehrte. Im Austausch für seinen Kollegen Cornelis Christiaan Berg, der für zwei Jahre nach Java kommen wollte, ging Drewes 1938 zurück an die Universität Leiden, wo er Bergs Professur für Javanisch vertrat.
Infolge des Überfalls auf die Niederlande und der deutschen Besatzung wurde er im Juli 1940 von der SS verhaftet, über ein Jahr im KZ Buchenwald und dann im Gefangenenlager Sint-Michielsgestel interniert. Nach der Befreiung der Niederlande übernahm er bis zur Rückkehr C.C. Bergs aus Indonesien 1946 erneut die Vertretungsprofessur für Javanisch sowie einen Lehrauftrag für malaiische Sprache und Literatur an der Universität Leiden. Danach reiste Drewes erneut nach Indonesien, um wieder seine dortige Professur einzunehmen. Die Rechtshochschule ging unterdessen in der in Entstehung befindlichen Universitas Indonesia auf. Drewes fungierte dort bis September 1947 als Dekan der vereinigten geistes-, sozial- und rechtswissenschaftlichen Fakultät.
Dann kehrte er in die Niederlande zurück und wurde auf eine ordentliche Professur für malaiische Sprache und Literatur an der Universität Leiden berufen, wo er am 16. April 1948 seine Antrittsvorlesung Van Maleis naar Basa Indonesia („Vom Malaiischen zur Bahasa Indonesia“) hielt. Er wurde 1953 auf einen Lehrstuhl für Institutionen des Islam umberufen und leitete ab 1959 das Fachgebiet arabische Sprache und Literatur sowie Islamwissenschaft. Zum Ende des Sommersemesters 1970 wurde er emeritiert.
Von 1941 bis 1947 war er korrespondierendes Mitglied der Königlich Niederländischen Akademie der Wissenschaften.

## Publikationen (Auswahl)
- Drie Javaansche goeroe's. - 1925
- A modern Malay reader. - 1947
- The admonitions of Seh Bari : a 16th century Javanese Muslim text attributed to the Saint of Bonaṅ. The Hague : Nijhoff, 1969 (Bibliotheca Indonesica 4)
- Hikajat Potjut Muhamat : an Achehnese epic / Teungku Po Lam Rukam. - The Hague : Martinus Nijhoff, 1979
- The Romance of King Angling Darma in Javanese Literature, G. W. J. Drewes, ed., The Hague: 1975 (Bibliotheca Indonesica 11)
- An early Javanese code of Muslim ethics. The Hague : Nijhoff, 1978 (Bibliotheca Indonesica 18)
- Two Achehnese Poems: Hikajat Ranto and Hikajat Teungku Di Meuké’. / The Hague: Martinus Nijhoff 1979 (Bibliotheca Indonesica 18)
- mit L. F. Brakel: The Poems of Hamzah Fansuri, Dordrecht: Foris, 1986 (Bibliotheca Indonesica 26)